# Leiosella arbuscula
Leiosella arbuscula är en svampdjursart som först beskrevs av Lendenfeld 1889.  Leiosella arbuscula ingår i släktet Leiosella och familjen Spongiidae. Inga underarter finns listade i Catalogue of Life.